# Tam Hòa (phường)
Tam Hòa là một phường cũ thuộc thành phố Biên Hòa, tỉnh Đồng Nai, Việt Nam.

## Địa lý
Phường Tam Hòa nằm ở vị trí cửa ngõ từ Quốc lộ 1 vào trung tâm thành phố Biên Hòa, có vị trí địa lý:
- Phía đông giáp phường Long Bình
- Phía tây giáp phường Tam Hiệp
- Phía nam giáp phường Bình Đa
- Phía bắc giáp phường Tân Hiệp.

Phường Tam Hòa có diện tích 1,21 km², dân số năm 2022 là 19.160 người, mật độ dân số đạt 15.834 người/km².

## Hành chính
Phường Tam Hòa được chia thành 3 khu phố: 1, 2, 3.

## Lịch sử
Ngày 28 tháng 9 năm 2024, Ủy ban Thường vụ Quốc hội ban hành Nghị quyết số 1194/NQ-UBTVQH15 về việc sắp xếp đơn vị hành chính cấp xã của tỉnh Đồng Nai giai đoạn 2023 – 2025 (nghị quyết có hiệu lực từ ngày 1 tháng 11 năm 2024). Theo đó, sáp nhập toàn bộ 1,21 km² diện tích tự nhiên và quy mô dân số là 19.160 người của phường Tam Hòa vào phường Bình Đa.